# 德赖艾希
德赖艾希（德語：Dreieich，發音：[dʁaɪˈʔaɪç] ⓘ）是德国黑森州达姆施塔特行政区奥芬巴赫县的城市，面积53.27平方千米，2023年12月31日人口为42,389人。

## 友好城市
德赖艾希与以下城市结为友好城市：
- 法國 代尔地区蒙捷（今拉波特迪代尔）
- 荷蘭 奧斯特韋克
- 法國 茹安维尔
- 荷蘭 布莱斯韦克（英语：Bleiswijk）（今兰辛厄兰）
- 英格兰 斯塔福德